# ناگپور
شهر ناگپور (به انگلیسی: Nagpur)در ایالت مهاراشترا در کشور هند واقع شده‌است. ناگپور بزرگ‌ترین شهر در مرکز هند است و با جمعیت ۲٫۴۰۳٫۲۳۹ نفر طبق سرشماری ۲۰۱۱ همراه با حومه سیزدهمین شهر پرجمعیت هند به‌شمار می‌آید.